# Купченко Олексій Миколайович
Олексі́й Микола́йович Купченко — солдат Збройних сил України.

## З життєпису
Закінчив Доманівську ЗОШ № 2.
У часі війни мобілізований, 79-та аеромобільна бригада, командир артилерійського розрахунку. Брав участь у боях під Ізвариним, за Донецький аеропорт. Весною 2015-го демобілізований.

## Нагороди
За особисту мужність і героїзм, виявлені у захисті державного суверенітету та територіальної цілісності України, вірність військовій присязі під час російсько-української війни, відзначений — нагороджений
- 27 червня 2015 року — орденом «За мужність» III ступеня.